# Liste der Monuments historiques in Château-Landon
Die Liste der Monuments historiques in Château-Landon führt die Monuments historiques in der französischen Gemeinde Château-Landon auf.

## Liste der Bauwerke
| Bezeichnung         | Beschreibung | Standort                               | Kennzeichnung | Schutzstatus   | Datum     | Bild           |
| ------------------- | ------------ | -------------------------------------- | ------------- | -------------- | --------- | -------------- |
| Abtei Saint-Séverin |              | (Lage)                                 | PA00086868    | Inscrit Classé | 1926 1937 | weitere Bilder |
| Basilika St-Thugal  |              | (Lage)                                 | PA00086876    | Inscrit        | 1926      | weitere Bilder |
| Schloss Chancepoix  |              | (Lage)                                 | PA00086869    | Inscrit        | 1926      |                |
| Kirche Notre-Dame   |              | (Lage)                                 | PA00086870    | Classé         | 1840      | weitere Bilder |
| Kirche St-André     |              | 37, rue Charles-de-Gaulle (Lage)       | PA00086871    | Inscrit        | 1987      | weitere Bilder |
| Hôtel de la Monnaie |              | Rue de la Monnaie Rue du Porche (Lage) | PA00086873    | Inscrit        | 1926      | weitere Bilder |
| Hôtel-Dieu          |              | 29, rue Jean-Galland (Lage)            | PA00086872    | Inscrit        | 1986      | weitere Bilder |
| Porte Madeleine     |              | (Lage)                                 | PA00086874    | Inscrit        | 1926      | weitere Bilder |
| Tour Saint-André    |              | 37, rue Charles-de-Gaulle (Lage)       | PA00086875    | Classé         | 1990      | weitere Bilder |

## Liste der Objekte

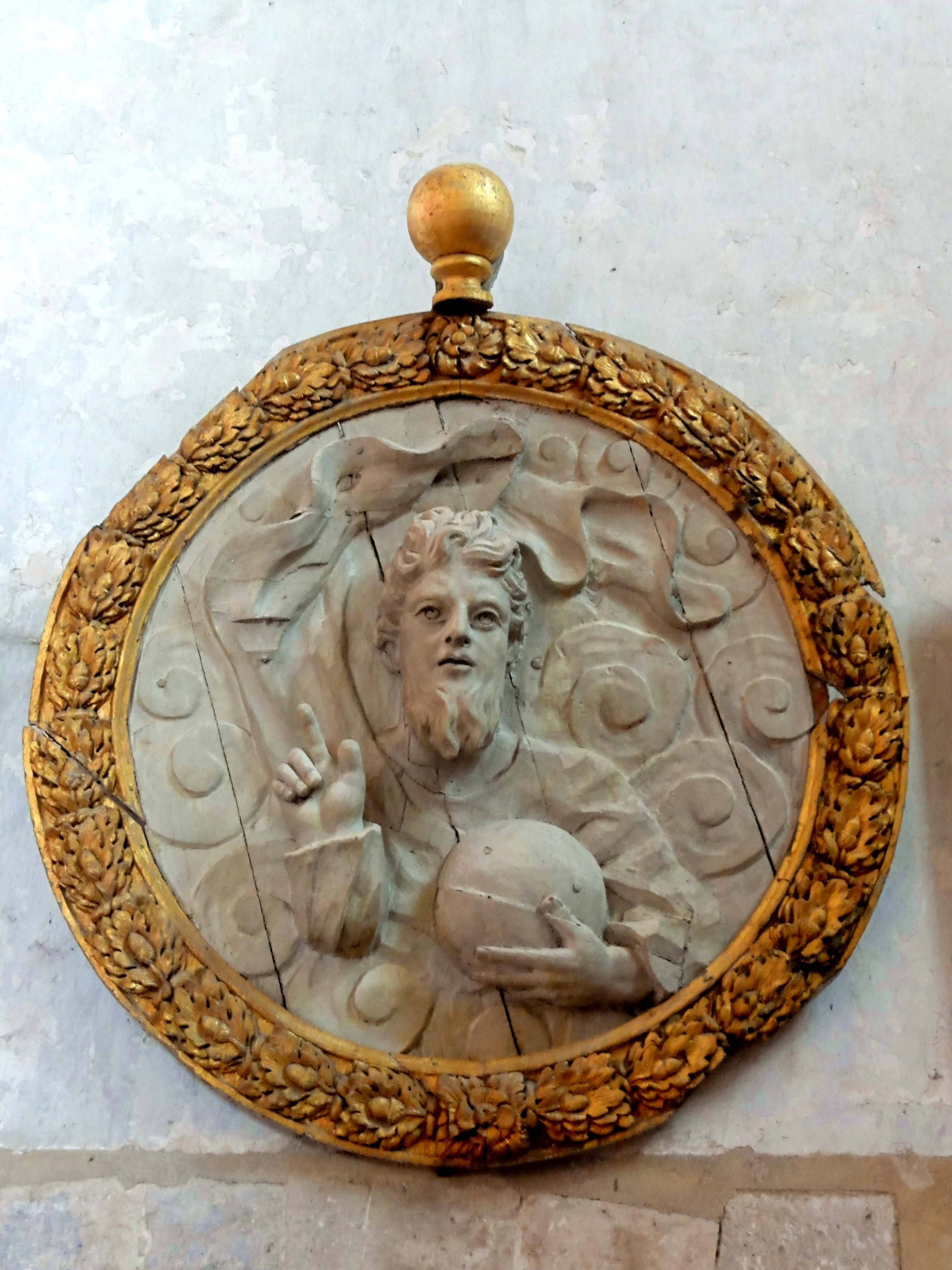
Holzrelief Gottvater in der Kirche Notre-Dame (17. Jahrhundert)

- Monuments historiques (Objekte) in Château-Landon in der Base Palissy des französischen Kultusministeriums